# تشوي ري
تشوي ري (هانغل: 최리) هي ممثلة كورية جنوبية، ولدت في 29 يونيو 1995 في محافظة غوتشانغ في كوريا الجنوبية.

## أعمال

### مسلسلات
- عفريت

## وصلات خارجية
- تشوي ري على موقع IMDb (الإنجليزية)
- تشوي ري على موقع قاعدة بيانات الفيلم (الإنجليزية)